# 그레치카
그레치카(러시아어: гречка) 또는 메밀 카샤(러시아어: гречневая каша 그레치네바야 카샤[*])는 메밀쌀로 만든 카샤이다. 메밀죽(--粥)으로 번역되어 불리기도 한다.

## 이름
- 러시아: 그레치네바야 카샤(러시아어: гречневая каша), 그레치카(러시아어: гречка)
- 루마니아·몰도바: 카셔 데 흐리슈커(루마니아어: cașă de hrișcă)
- 리투아니아: 그리큐 코셰(리투아니아어: grikių košė)
- 벨라루스: 흐라차나야 카샤(벨라루스어: грачаная каша), 흐레치카(벨라루스어: гречка)
- 슬로바키아: 포한코바 카샤(슬로바키아어: pohánková kaša)
- 우크라이나: 흐레차나 카샤(우크라이나어: гречана каша), 흐레치카(우크라이나어: гречка)
- 체코: 포한코바 카셰(체코어: pohanková kaše)
- 폴란드: 카샤 그리차나(폴란드어: kasza gryczana)
- 헝가리: 허이디너카셔(헝가리어: hajdinakása)

## 만들기
기본적인 메밀 카샤는 메밀쌀을 소금, 기름과 함께 물에 넣고 끓이다가, 뚜껑을 닫아 뜸을 들여 만든다. 뜸이 들면 버터를 올려 낸다. 고기 등 부재료를 넣어 만들기도 하며, 이때는 향신채와 다진 고기 등을 볶다가 메밀쌀을 넣고 물을 부어 익힌다.

## 같이 보기
- 귀리 카샤